# Team Maxbo Bianchi/2005
Deze pagina geeft een overzicht van de Team Maxbo Bianchi-wielerploeg in 2005.

## Algemeen
Algemeen manager: Birger Hungerholdt
Ploegleiders: Gino van Oudehove
Fietsmerk: Bianchi

## Renners
| Naam                 | Geboortedatum | Nationaliteit | Ploeg 2004            |
| -------------------- | ------------- | ------------- | --------------------- |
| Joachim Bohler       | 19-07-1980    | Noorwegen     | Côte d'Armor          |
| Peter Jørgensen      | 10-10-1980    | Noorwegen     | Neoprof               |
| Christopher Myhre    | 28-02-1983    | Noorwegen     | Team Ringerike (2003) |
| Lars Petter Nordhaug | 14-05-1984    | Noorwegen     | Neoprof               |
| Leonard Snoeks       | 26-02-1985    | Noorwegen     | Neoprof               |
| Stian Sommerseth     | 24-05-1985    | Noorwegen     | Neoprof               |
| Svein Erik Vold      | 31-10-1985    | Noorwegen     | Neoprof               |
| Frederik Wilmann     | 17-07-1985    | Noorwegen     | Neoprof               |

## Belangrijke overwinningen
Er werden in 2005 geen overwinningen behaald.